# Hosackia crassifolia
Hosackia crassifolia är en ärtväxtart som beskrevs av George Bentham. Hosackia crassifolia ingår i släktet Hosackia och familjen ärtväxter. Inga underarter finns listade i Catalogue of Life.